# Портленд-Хилсборо
Аэропорт Портленд-Хилсборо — действующий гражданский аэропорт, расположенный в Хилсборо, в 24 километрах от Портленда в округе Вашингтон, Орегон, США. Также известен как аэропорт Хилсборо. Является одним из четырёх аэропортов в городском округе Портленда и управляется портом Портленда. Второй по загруженности аэропорт штата.
Аэропорт обслуживает полёты деловой авиации, чартерных компаний, служб санитарной авиации, летных школ. В аэропорту есть станция обслуживания и ремонта воздушных судов, а также службы таможенного и пограничного контроля США для международных рейсов.
Аэропорт выполняет более 200 тысяч рейсов в год.

## История
Аэропорт был основан в 1928 году, в 1938 году он был выкуплен городом, а в 1966 перешёл под управление компании Порт Портленда.
В 2019 году в аэропорту Хиллсборо производилось строительство взлетно-посадочной полосы.
В том же году аэропорт обновил долгосрочную стратегию и запланировал рост на 1 % ежегодно, что обеспечит 247 тысяч взлётно-посадочных операций в год к 2036 году.